# Järnet & Daglöstäkten
Järnet är en stadsdel nära  Elsborg i Falun. Innan hyreshusen upprättades på Järnet var det ett industriområde med ett järngjuteri som övertogs av cykelfabriken Svalan.
Daglöstäkten ligger bredvid Järnet, avskilt av Timmervägen. Det är mest villor och några flerfamiljshus. Det är ungefär en kilometer till centrum. Inom området finns två parker; Daglösparken (Långa parken) och Lilla parken. Sen finns det även en övergiven park i korsningen mellan Kisvägen, Rödfärgsvägen och järnvägen, den används idag mest som kompost av boende i området. Det finns även en grusplan med fotbollsmål mellan Rödfärgsvägen och Kisvägen. 
Namnet Daglöstäkten härstammar från tiden innan gruvdriften var så stor att här växte skogen så tät att marken låg i skugga - den var daglös. (jmfr sjön med samma namn vid Filipstad). Ordet täkt syftar på att man här öppnat marken för jordbruk.